# 기적의도서관
기적의도서관(奇蹟의圖書館)은 책읽는사회문화재단에서 어린이도서관의 필요성을 알리기 위해 지자체 및 MBC 프로그램 《느낌표》의 〈책책책 책을 읽읍시다!〉 코너와 협력하여 만들기 시작해, 계속 만들고 있는 도서관이다. 기적의도서관들은 어린이전용도서관이거나, 어린이도서관을 포함하고 있다.

## 도서관 설치 현황
| 이름                 | 개관             | 소재지                                           |
| -------------------- | ---------------- | ------------------------------------------------ |
| 순천기적의도서관     | 2003년 11월 10일 | 전라남도 순천시 해룡면 기적의도서관길 60         |
| 제천기적의도서관     | 2003년 12월 15일 | 충청북도 제천시 용두천로38길 30                  |
| 진해기적의도서관     | 2004년 2월 2일   | 경상남도 창원시 진해구 석동로 70                 |
| 서귀포기적의도서관   | 2004년 5월 5일   | 제주특별자치도 서귀포시 일주동로 8593            |
| 제주기적의도서관     | 2004년 5월 5일   | 제주특별자치도 제주시 동광로12길 19              |
| 청주기적의도서관     | 2004년 7월 15일  | 충청북도 청주시 서원구 구룡산로 356              |
| 울산북구기적의도서관 | 2004년 7월 28일  | 울산광역시 북구 이화5길 29-13                    |
| 금산기적의도서관     | 2005년 5월 5일   | 충청남도 금산군 금산읍 비단로 296-13             |
| 부평기적의도서관     | 2006년 3월 10일  | 인천광역시 부평구 길주남로 166                   |
| 정읍기적의도서관     | 2008년 5월 23일  | 전라북도 정읍시 수성5로 45-5                     |
| 김해기적의도서관     | 2011년 11월 30일 | 경상남도 김해시 율하1로 55                       |
| 도봉기적의도서관     | 2015년 7월 30일  | 서울특별시 도봉구 마들로 797                     |
| 강서기적의도서관     | 2018년 10월 23일 | 부산광역시 강서구 명지오션시티7로 30             |
| 구로기적의도서관     | 2019년 8월 27일  | 서울특별시 구로구 구로중앙로40길 24              |
| 공주기적의도서관     | 2020년 5월 7일   | 충청남도 공주시 무령로 550-23                    |
| 여주기적의도서관     | 2022년 3월 22일  | 경기도 여주시 양화로 913                         |
| 인제기적의도서관     | 2023년 6월 28일  | 강원특별자치도 인제군 인제읍 인제로140번길 52-13 |
| 부산진구기적의도서관 | 2024년 4월 23일  | 부산광역시 부산진구 범양로125번길 19             |